# Blænding (modlys)
 For alternative betydninger, se Blænding. (Se også artikler, som begynder med Blænding)
Blænding er besværligheden ved at se i for kraftigt lys, som kan være direkte eller reflekteret sollys eller kunstigt lys som fra en bilforlygte. Pga. dette har nogle biler spejle med antiblændingsfunktion. Blænding skyldes en betydelig andel af lumen, som opstår mellem det seende objekt og blændingskilden. Faktorer så som vinklen mellem det seende objekt og blændingskilden og øjeadaption spiller en rolle i oplevelsen af blænding.
| Fysik | Spire Denne artikel om fysik er en spire som bør udbygges. Du er velkommen til at hjælpe Wikipedia ved at udvide den. |